# Parkeringsskiva

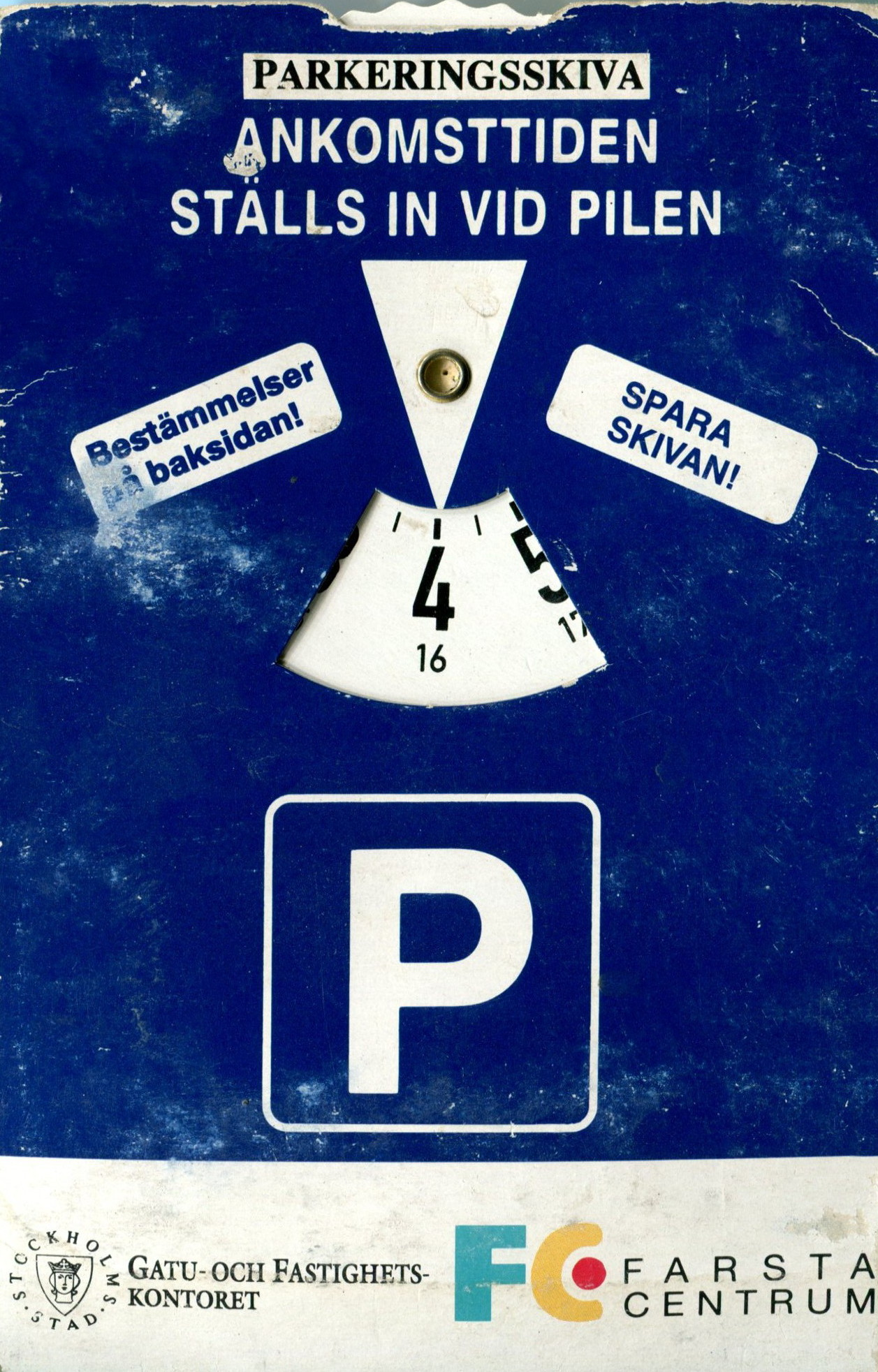
Stockholms första P-skiva användes i Farsta centrum 1993.

En parkeringsskiva (kortform: p-skiva) eller parkeringsbricka är en anordning som används för att visa bilens ankomsttid på en avgiftsfri parkeringsplats. För att kunna använda en parkeringsskiva måste detta vara angiven på en tilläggskylt som visar den avgiftsfria parkeringstidens totala längd.

## Historik
Ett system som liknade dagens parkeringsskiva introducerades 1957 i Paris för att förhindra långtidsparkering av bilar. Bakom systemet stod ingenjören Robert Thiebault och polisprefekten Roger Genebrier. I Västtyskland infördes parkeringsskivan 1961 i Kassel. Den 31 maj 1979 enades europeiska transportministerkonferensen (CEMT/ECMT) om en enhetlig reglering och år 2000 om ett enhetligt utseende av själva parkeringsskivan. Bestämmelserna för vilka skivor som kan användas skiljer sig åt mellan medlemsstaterna. Farsta Centrum var den första plats i Stockholm där man kunde använda parkeringsskivan. Systemet genomfördes i samarbete med Stockholms gatu- och fastighetskontor,  premiären för det var 1 december 1993.

## Användandet

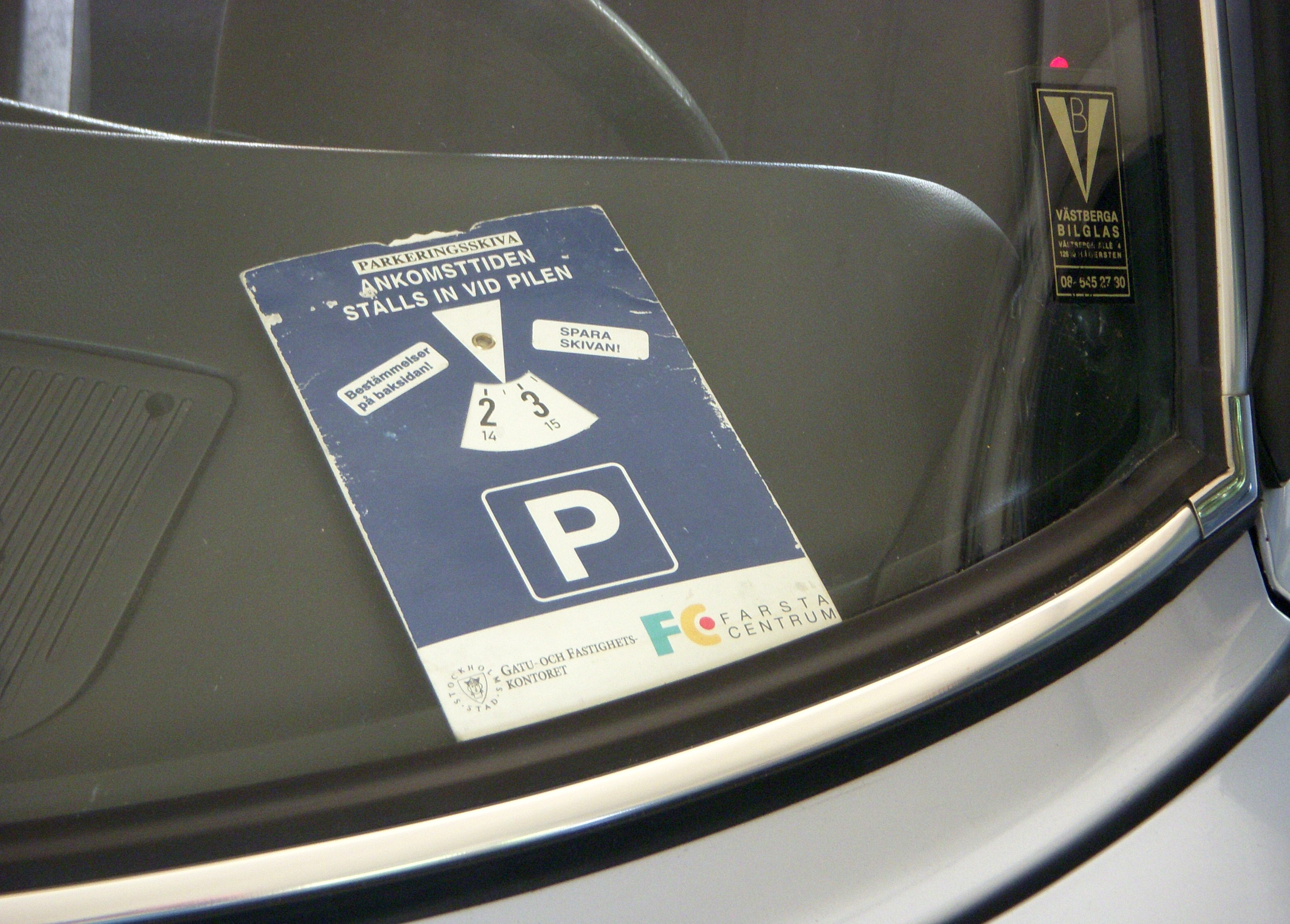
Parkeringsskivans placering.

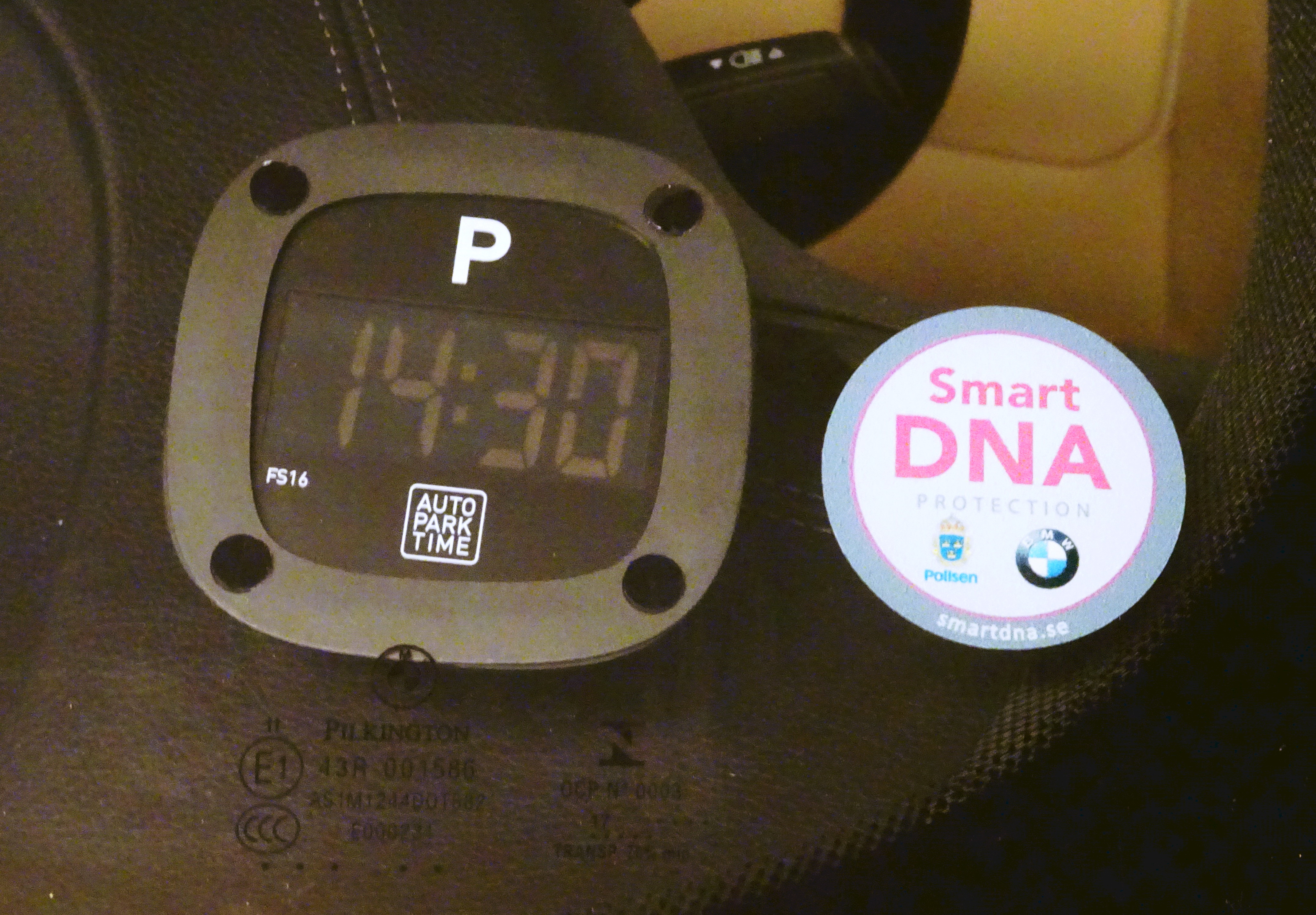
Automatisk p-skiva.

Parkeringsskiva används i många städer i världen. Där parkerar man kostnadsfritt under den tid som står angiven på den för parkeringsplatsen gällande skyltningen. I regel kan man hämta en parkeringsskiva i en automat inom parkeringsområdet. Parkeringsskivan placeras väl synligt innanför framrutan. Tiden sätts till närmast kommande hel-eller halvtimme. Man får inte ha flera parkeringsskivor samtidigt innanför framrutan.
Parkeringsskivan består av ett fodral i kartong eller plast med en vridbar skiva på insidan. En vit pil på blå botten markerar den inställda tiden.
Det finns även automatiska parkeringsskivor. Det är i princip en batteridriven elektrisk klocka. Vid användandet av en automatisk parkeringsskiva behöver man bara öppna förardörren, gå ut och stänga den. När bildörren stängs visar displayen automatiskt närmast följande hel- eller halvtimme. Den inbyggda klockan tickar dock vidare och displayen visar verklig tid igen, först när bildörren öppnas på nytt. Automatiska parkeringsskivor godkänns bara i vissa länder.

### Regler
De officiella bestämmelser för användandet av en parkeringsskiva finns på varje parkeringsskivans baksida och lyder:
- Fordonets ankomsttid skall, avrundat till närmast följande hel eller halv timme, ställas in vid pilen på parkeringsskivan. Att ställa in på exakt ankomsttid kan ge böter.[2]
- Påbörjar man parkeringen innan tidsbegränsningen börjar och skall parkeringen pågå under denna begränsning, ställer man in parkeringsskivan på tiden för begränsningens början. Ibland är det ett krav, i andra fall tillåts man ställa in skivan vid ankomsttid även om det inte är tidsbegränsning då.[3]
- Parkeringsskivans inställning på fordonets ankomsttid får inte ändras under pågående parkering inom tidsbegränsningen.
- Parkeringsskivan placeras innanför vindrutan, om möjligt på höger sida (räknat från insidan/färdriktningen, vänster från utsidan[4]), och skall vara lätt avläsbar utifrån. Vissa städer undantar motorcyklar från kravet på P-skiva, däribland Malmö, tidsbegränsningen gäller dock fortfarande.[5]
- Endast en parkeringsskiva får användas vid uppställningstillfälle.
- Om man har parkerat med biljett ska P-skivan ändå ställas in rätt eller döljas. Felinställning kan ge böter.[6]
- Om man parkerar och har släpkärra ska den ha en egen P-skiva i sin vindruta.[7]

Skyltar
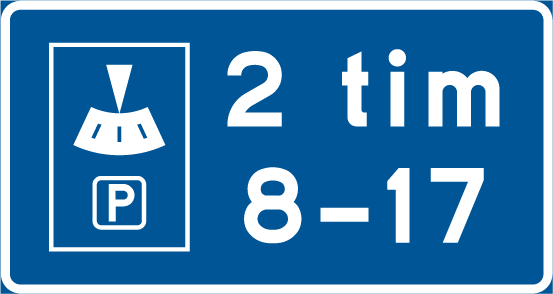
Svensk tilläggskylt
Nederländsk p-skylt för parkeringsskiva
Tysk tilläggskylt för parkeringsskiva
Tysk tilläggskylt för parkeringsskiva
EU-standard för parkeringsskivan